# Wezyr

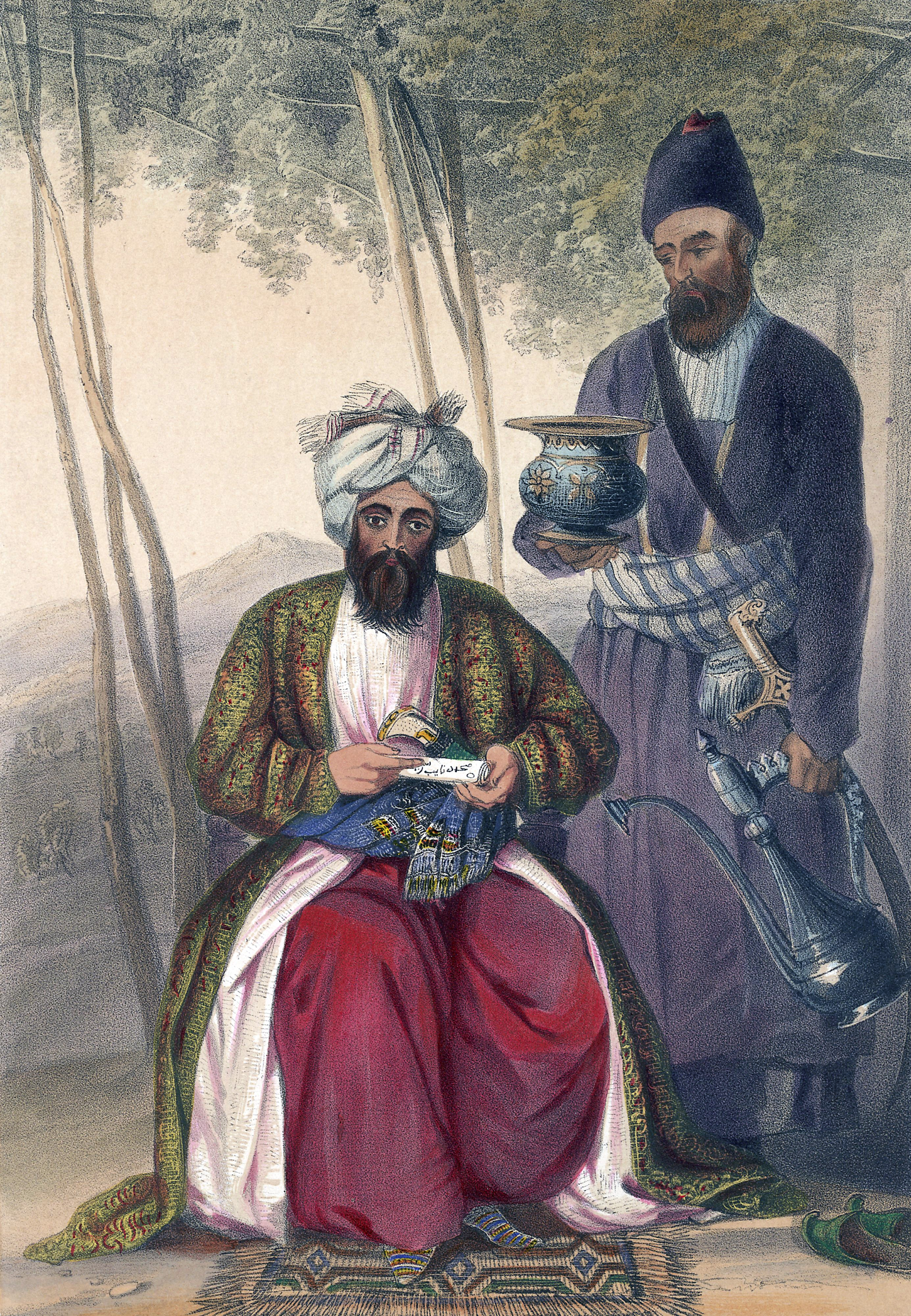
Afszarydzki wezyr

Wezyr (tur. wezir z arab. وزير wazir „podpora; pomocnik” od wazara „dźwigać”) – od czasów Abbasydów najważniejszy urząd na dworze kalifów. Wzrost znaczenia wezyra miał związek z przyjęciem przez Abbasydów ceremoniału orientalnego, który uniemożliwiał władcy bezpośrednie komunikowanie się z poddanymi, co spowodowało, że wezyr stał się wyrazicielem woli kalifa. Wezyr już od czasów Omajadów stał na czele kancelarii państwa, przez którą przechodziły dekrety kalifów. Wezyrowie urzędowali także na dworach chanów.

## Literatura dodatkowa
- Ph. K. Hitti, Dzieje Arabów, Warszawa 1969.
- J.C., Risler, La civilisation arabe, Paris 1945.